# Apostol (keresztnév)
Az Apostol görög eredetű férfinév, jelentése: követ, küldött, apostol.

## Gyakorisága
Az 1990-es években szórványosan fordult elő, a 2000-es években nem szerepel a 100 leggyakoribb férfinév között.

## Névnapok
- január 25.[2]
- június 30.[2]